# Holuhraun
Holuhraun er en lavamark lidt nord for Vatnajökull i det nordøstlige Island. Den oprindelige lavamark er opstået ved spalteudbrud i forrige århundreder. Holuhraun var i perioden august 2014 til februar 2015 skuepladsen for et stort vulkanudbrud. Ved udbruddets slutning havde det produceret ca. 1,4 km3 lava og er dermed det mest voluminøse lavaudbrud i Island siden 1783.

## Historisk vulkanisme
Den oprindelige lavamark er dannet ved et basaltisk udbrud i 1797. Denne lava er indtil for nylig blevet anset for at stamme fra magma fra det nærliggende Askja vulkansystem, men nye undersøgelser viser, at vulkanen Bárðarbunga sandsynligvis er kilden til det historiske udbrud.

## Vulkanudbrud 29. og 31. august 2014
Den 16. august 2014 begyndte en intensiv jordskælvssværm ved Bárðarbunga, som i dagene derefter spredte sig i nordøstlig retning. Jordskælvene skyldtes en indtrængning af magma, som banede sig vej dybt under overfladen. Kort efter midnat den 29. august startede et spalteudbrud i Holuhraun 40 km nordøst for Bárðarbunga. En spalte på ca. 600 m åbnede sig, men dette udbrud varede kun ca. 4 timer. Kl. 5 om morgenen den 31 august startede et nyt og kraftigere udbrud det samme sted. Spalten åbnede sig denne gang over en længde på ca. 1500 m. Et par mindre spalter syd for hovedudbruddet åbnede sig 5. september, men disse udbrud var kun kortvarige. Lavaen spredte sig hurtigt i nordøstlig retning og havde den 7. september nået en længde på 11 km. Den 29. september dækkede lavaen et område på 44 km2. Dette område var sidst i oktober vokset til 63 km2. Ved årets slutning (27. december) var 81 km2 dækket af lava med et anslået volumen på over 1 km3 og udbruddet viste ingen tegn på at være ved at slutte, selvom lavastrømmen var betydelig mindre end i begyndelsen af udbruddet i september.. Lavastrømmen aftog i løbet af februar betydeligt og den 28. februar blev udbruddet officielt erklæret for afsluttet . Ved udbruddets slutning dækkede den nye lava et område på 85 km2 og volumet er anslået til 1,4 km3. Udbruddet er dermed det største i Island målt i lavamængde siden det enorme Laki udbrud i 1783.